# Henrykowo (województwo podlaskie)
Henrykowo – wieś w Polsce położona w województwie podlaskim, w powiecie białostockim, w gminie Grabówka. Od 2007 r. posiada status sołectwa.
W latach 1973–1976 miejscowość znajdowała się w gminie Zaścianki, a 1976–2024 w gminie Supraśl. W latach 1975–1998 miejscowość administracyjnie należała do województwa białostockiego.
W skład wsi wchodzi kolonia Drukowszczyzna. Od 2015 roku jedna z ulic w miejscowości nosi tę nazwę.
Do miejscowości można dojechać autobusami Białostockiej Komunikacji Miejskiej – linia "105", (w całości znajduje się w pierwszej "B" strefie taryfowej).
Wierni kościoła rzymskokatolickiego należą do parafii Świętego Krzyża w Grabówce.